# Was soll das
Was soll das is een nummer van de Duitse zanger Herbert Grönemeyer uit 1988. Het is de eerste single van zijn zevende studioalbum Was soll das.

## Achtergrondinformatie
"Was soll das" gaat over een man die zijn geliefde betrapt op vreemdgaan, en zijn liefdesrivaal aantreft in haar appartement. In het refrein vraagt hij zich af waaraan hij deze actie van zijn geliefde heeft verdiend. De teksten zijn gebaseerd op een waargebeurd verhaal dat een vriend van Grönemeyer overkwam. Grönemeyer zei dat, nadat het nummer werd uitgebracht, hem meermaals werd gevraagd of het goed met hem ging, omdat sommigen dachten dat het verhaal hem was overkomen.
Zoals veel van Grönemeyers liedjes werd het nummer aanvankelijk als ballad geschreven. Later werd de percussieve akoestische gitaar toegevoegd, die Grönemeyer vergeleek met Faith van George Michael, en het nummer werd sneller en zwaarder.
Het nummer werd een hit in Duitsland en bereikte daar de 9e positie.

## Tracklijst
- 7"

1. "Was soll das" - 4:22
2. "Keine Heimat" - 3:44

- 12"

1. "Was soll das" (Verlängerter Neumix) - 6:14
2. Keine Heimat" - 3:44

- Cd-single

1. "Was soll das" (Verlängerter Neumix) - 6:15
2. "Keine Heimat" - 4:02
3. "Was soll das" - 4:34